# Els Guiamets
Els Guiamets är en kommun i Spanien.   Den ligger i provinsen Província de Tarragona och regionen Katalonien, i den östra delen av landet, 400 km öster om huvudstaden Madrid. Antalet invånare är 311. Arean är 12,1 kvadratkilometer. Els Guiamets gränsar till El Masroig, Marçà, Capçanes, Tivissa och Garcia. 
Terrängen i Els Guiamets är platt.